# Juan Bardales
Juan Bardales fue un esclavo y conquistador negro del siglo XVI. Nacido en África, peleó en América Central y participó en las conquistas de Panamá y Honduras. Por su participación se le otorgó su manumisión y una pensión de 50 pesos.
El conquistador Juan de Cavallón contó con la participación de 90 "españoles y negros", y Hernán Sánchez de Badajoz con nueve esclavos negros. Juan Bardales fue uno de varios conquistadores negros en América, al igual que otros como Juan Garrido, Juan Valiente, Juan Beltrán de Magaña, Sebastián Toral, Pedro Fulupo, Antonio Pérez, Juan Portugués, Juan García o Miguel Ruiz.